# مهايئ الحمل الثانوي لمركبة EELV
مهايئ الحمل الثانوي لمركبة EELV (المعروف اختصارًا باسم ESPA هو مهايئ حلقي داخلي لإطلاق الحمولات الثانوية في بعثات وزارة الدفاع الأمريكية الفضاء التي تستخدم مركبات الإطلاق المتطورة غير المرتجعة (EELV) أطلس 5 ودلتا 4. ويعمل هذا على الحد من تكاليف إطلاق البعثة الأولية وتُمكن البعثات الثانوية وحتى البعثات من الدرجة الثالثة مع التأثير الضئيل على المهمة الأصلية. حيث أصبح تصميم المهائي هو المعيار الواقعي ومن المقرر الآن استخدامه على بعض الخاصة فضلاً عن بعثات المركبات الفضائية.

## نبذة تاريخية
يُمول التطوير من مجلس إدارة المركبات الفضائية لمختبر أبحاث السلاح الجوي (مجلس إدارة المركبات الفضائية لمختبر أبحاث السلاح الجوي) التابع لبرنامج اختبار الفضاء (برنامج اختبار الفضاء) بوزارة الدفاع الأمريكية (وزارة الدفاع) في إطار الأبحاث المبتكرة للأعمال الصغيرة (الأبحاث المبتكرة للأعمال الصغيرة) التي حصلت على الدعم في أواخر التسعينيات من القرن العشرين. وانضمت وكالة الإحصاءات المركزية للهندسة «موغ» مع مختبر أبحاث السلاح الجوي لتصميم وبناء وتأهيل دارة القمر في وقت مبكر من الألفية الثانية. وأُجريت دراسات إضافية على تطبيقات محول الحمولة الثانوية لمركبة الإطلاق المتطورة غير المرتجعة للبعثات القمرية والعلمية في إطار الأبحاث المبتكرة للأعمال الصغيرة من مركز أبحاث اميس التابع لوكالة «ناسا».
، وتم إنتاج دارة القمر من قبل وكالة الإحصاءات المركزية للهندسة «موغ».

## الخصائص الفنية
صُمم محول الحمولة الثانوية لمركبة الإطلاق المتطورة غير المرتجعة لدعم 15,000 رطل (6,800 كـغ) الأولي الحمولة وحتى ست 400 رطل (180 كـغ) حمولات ثانوية. وقد اعتلت جميع المركبات الفضائية الثانوية شعاعي في 15 بوصة (380 مـم) المنفذ المركزي والمخصص لـ 24 بوصة (610 مـم) x 28 بوصة (710 مـم) x 38 بوصة (970 مـم) الكتلة. وقد أدى ذلك إلى التسمية العامية لحمولات «فئة محول الحمولة الثانوية لمركبة الإطلاق المتطورة غير المرتجعة». ويتضمن التصميم على معايير الواجهة القياسية للحمولات المرفقة؛ على الرغم من أن المتطلبات الخاصة بالبعثة قد تعوق جميع الحمولات الثانوية من الحصول على أكثر من إشارة واحدة وإشارة الانفصال للحمولة غير الزائدة.
لذا تستخدم دارة القمر لمحول الحمولة الثانوية لمركبة الإطلاق المتطورة غير المرتجعة في صواريخ أطلس 5 ودلتا 4، على الرغم من أن سبيس إكس قد أعلنت مؤخرًا عن تسعير الحمولات المتوافقة لمحول الحمولة الثانوية لمركبة الإطلاق المتطورة غير المرتجعة على صاروخها فالكون 9 .

## البعثات الجديرة بالذكر

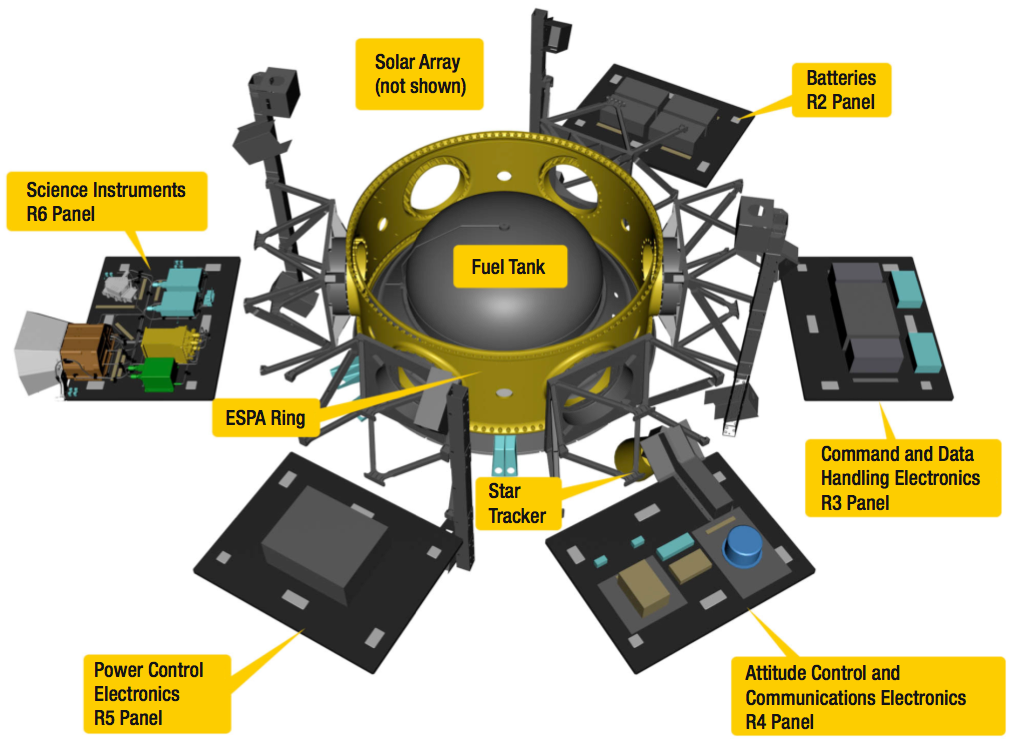
مركبة الفضاء إلكروس LCROSSالفكرة المتفجرة)

استخدمت عدد من البعثات دارة القمر لمحول الحمولة الثانوية لمركبة الإطلاق المتطورة غير المرتجعة وكانت البعثة الأولى لدائرة مهايئ الحمل الثانوي لمركبة الإطلاق المتطورة غير المرتجعة في الظروف القياسية لدرجة الحرارة والضغط-1 عام 2007م.
فعندما حسنت وكالة ناسا مستكشف القمر المداري (مستكشف القمر المداري) الخاص بها لمركبة إطلاق البعثة إلى أطلس 5، فقد أطلقت حوالي 2.200 رطل من الكتلة الإضافية بما قد يتلاءم في وقت لاحق مع مركبة الفضاء «إلكروس». وقد عقدت وكالة «ناسا» مسابقة لمعرفة أفضل السُبل لكيفية استخدام الفضاء وعدد من المقترحات التي تأتي من مركز أبحاث اميس. حيث تضمن المقترح الفائز حلقة مهايئ الحمل الثانوي لمركبة الإطلاق المتطورة غير المرتجعة لوكالة الإحصاءات المركزية للهندسة «موغ» لإطلاق مركبة الفضاء «إلكروس» كحمولة ثانوية في إطار مستكشف القمر المداري. وفي النهاية أثرت مركبة الفضاء «إلكروس» على سطح القمر وأكدت وجود جليد الماء.
استخدمت بعثة الكشف عن تأثير المياه القمرية إلكروس في عام 2009م القدرات التركيبية لحلقة مهايئ الحمل الثانوي لمركبة الإطلاق المتطورة غير المرتجعة لإلحاق جميع تجاربها العلمية الست وأنظمة القيادة والتحكم ومعدات الاتصالات والبطاريات والألواح الشمسية وحتى نظام قوة دفع صاروخ مونوبروبيلانت الصغير لتنفيذ تفريق حمولة ما قبل التأثير والتحكم.

## المشتقات
لقد تطورت مشتقات التجارية لدارة القمر لمحول الحمولة الثانوية لمركبة الإطلاق المتطورة غير المرتجعة الكبيرة. والمسماة بنظام الحملة الثانوي للرحلات الفضائية (SSPS)، حيث تم تطوير هذا النظام وتصنيعه على يد أندروز سبيس (Andrews Space) وفقًا لتعاقد خدمات رحلات الفضاء. والتي تتضمن خمس منافذ بقطر 24 بوصة (61 سـم)، حيث تكون كل منها قادرة على حمل حمولات يصل وزنها حتى 300 كيلوغرام (660 رطل). ويعمل نظام الحمل الثانوي للرحلات الفضائية بصورة مشابهة جدًا لمركبة الفضاء المستقلة مع الحاسوب الطائر ونظام الطاقة الكهربائية وقدرة التحديد المداري وحمولة قوة المتحولة. “